# Charlene Polite
Charlene Polite (* 30. Juni 1943 in Ohio; † 21. Juni 1999 in Youngstown, Ohio) war eine US-amerikanische Schauspielerin.

## Leben
Polite besuchte Mitte der 1960er Jahre die Youngstown State University und erreichte einen Bachelor-Abschluss in Theater und englischer Literatur. Nach einigen Erfolgen im regionalen Theater, besuchte sie für eine weitere Ausbildung das Pittsburgh Playhouse und kam dann zum American Conservatory Theater. Ihre ersten beiden kleinen Filmauftritte hatte sie 1968 in der italienischen Produktion Quella carogna dell’ispettore Sterling und in dem amerikanischen Kriminalfilm-Drama Bullitt. 1969 spielte sie in ihrem ersten Fernsehauftritt die Troglyten-Anführerin Vanna in der Folge Die Wolkenstadt der Science-Fiction-Serie Raumschiff Enterprise. Es folgten Gastauftritte in den Serien My Friend Tony, Mayberry R.F.D. (1969), Hawaii Fünf-Null (1970), Cannon (1971), Doris Day in … (1971), Twen-Police (1972) und Bumpers Revier (1976). Ebenfalls war sie 1971 in dem Fernsehfilm Love Hate Love als Sekretärin und in dem 1974 erschienenen Drama Memory of Us als Stella zu sehen. Seit 1976 trat sie als Schauspielerin nicht mehr in Erscheinung.
Polite war in erster Ehe mit dem Autor Frank Polite, den sie an der Youngstown State University kennengelernt hatte und in zweiter Ehe mit dem Schauspieler Ramon Bieri verheiratet. Am 21. Juni 1999 starb sie im Alter von 55 Jahren an Krebs.

## Filmografie
- 1968: Quella carogna dell’ispettore Sterling
- 1968: Bullitt
- 1969: Raumschiff Enterprise (Star Trek, Fernsehserie, Folge 3x21: Die Wolkenstadt)
- 1969: Mayberry R.F.D. (Fernsehserie, eine Folge)
- 1970: Hawaii Fünf-Null (Hawaii Five-0, Fernsehserie, eine Folge)
- 1971: Cannon (Fernsehserie, eine Folge)
- 1971: Doris Day in … (The Doris Day Show, Fernsehserie, eine Folge)
- 1971: Love Hate Love (Fernsehfilm)
- 1972: Twen-Police (The Mod Squad, Fernsehserie, eine Folge)
- 1974: Memory of Us
- 1976: Bumpers Revier (The Blue Knight, Fernsehserie, eine Folge)